# Фьорини, Маттео (политик)
Матте́о Фьори́ни (итал. Matteo Fiorini; род. 10 февраля 1978, Сан-Марино, Сан-Марино) — капитан-регент Сан-Марино с 1 октября 2011 по 1 апреля 2012 года, был избран вместе с Габриэле Гатти. Во второй раз вместе с Энрико Караттони с 1 октября 2017 по 1 апреля 2018 года.

## Карьера
Окончил Болонский университет с дипломом в области строительства и работал менеджером проекта в Генеральной дирекции Gruppo SIT, лидера в индустрии упаковки.
Фьорини является членом Большого генерального совета (парламента Сан-Марино) от Народного альянса и входит в состав постоянной комиссии по иностранным делам.
Постоянно проживает в Мурата. Женат на Марине Спадини.

## Факты
- Маттео Фьорини в период обоих капитан-регентств был одним из самых молодых руководителей в мире.